# Blas de Ledesma

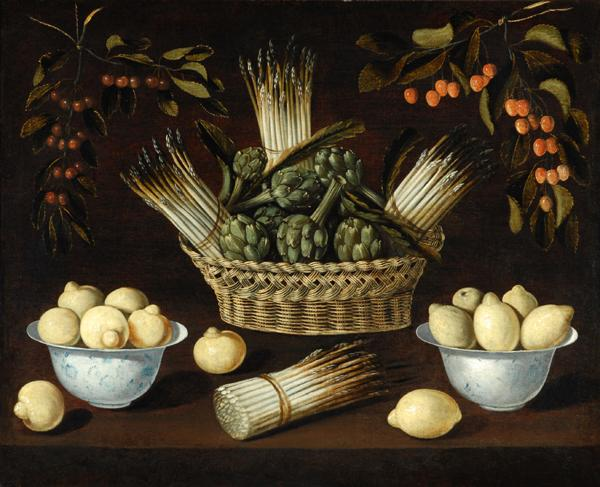
Atribuido a Blas de Ledesma, Bodegón de espárragos, alcachofas, limones y cerezas, Bowes Museum, Barnard Castle.

Blas de Ledesma, pintor español documentado en Granada entre 1602 y 1614, se cuenta entre los primeros artistas que en España cultivaron la pintura de bodegón. 

## Biografía y obra
Escasamente documentado y con sólo una obra firmada, se tejió sobre él una leyenda hasta llegar a identificarlo con Blas de Prado, creándose un ficticio Blas de Prado Ledesma al que se atribuyeron un número considerable de mediocres bodegones. El primer dato cierto lo sitúa en Granada en 1602, ocupando la casa que dejó libre el escultor Antonio Gómez, aunque quizá antes, con Pedro de Raxis, se ocupase de la pintura de la cúpula que corona la escalera imperial del Monasterio de Santa Cruz la Real de Granada. En 1606 se le documenta en Andújar (Jaén), trabajando en la pintura de una de las bóvedas de la iglesia de Santa María. Es a esta condición de pintor mural a la que hace referencia Francisco Pacheco, quien lo cita elogiosamente en el Arte de la Pintura, tratando de la técnica del dorado, junto a Pedro de Raxis y Antonio Mohedano como seguidores de Giulio Aquili, conocido en España como Julio Aquiles, y Alejandro Mayner, introductores de los grutescos en el Palacio de La Alhambra.
En 1614, de nuevo en Granada, dibujó una bóveda de yeso para la sala de los Mocárabes de La Alhambra y se le cita en la catedral, con trabajo no especificado, junto a Miguel Cano, padre de Alonso Cano.
Muere a finales de 1615 o principios de 1616, puesto que la Hermandad del Corpus Christi, a la que pertenecía, celebra una misa por su alma en 5 de enero de 1616.
Su fama como pintor de fruteros la dejó atestiguada Pedro Soto de Rojas quien, recurriendo a la comparación tópica con Zeuxis, le dedicó unos versos en su Paraíso cerrado para muchos, jardines abiertos para pocos, publicado en 1652: 

«viendo de Zeusis el pincel facundo/ que, aplaudido en los términos del mundo,/ por mano de Ledesma en sus fruteros/ vuelve a engañar los pájaros ligeros».

La única pintura firmada y que con seguridad puede serle atribuida es el Bodegón del High Museum of Art de Atlanta (Georgia). En él, un cesto de mimbre rebosante de cerezas se dispone sobre un antepecho, rigurosamente centrado y con algunas flores simétricamente dispuestas a los lados. También las cerezas que han caído sobre el mantel parecen cuidadosamente dispuestas y todo está pintado con minuciosa y precisa técnica. El posible conocimiento de la obra de Juan Sánchez Cotán, presente en Granada desde 1604, pudo servir a Ledesma como acicate, pero la composición en nada recuerda a las obras del toledano, que nunca pintó un bodegón tan rigurosamente simétrico.